# Fawipirawir
Fawipirawir – organiczny związek chemiczny będący pochodną pirazynamidu, lek przeciwwirusowy opracowany przez japońską firmę farmaceutyczną Toyama Chemical (grupa Fujifilm). W 2014 roku fawipirawir został zatwierdzony w Japonii do stosowania w leczeniu grypy.
Prowadzone są badania kliniczne nad tym lekiem w leczeniu innych chorób wirusowych, w tym gorączki krwotocznej Ebola i COVID-19. 22 maja 2020 fawipirawir, produkowany i sprzedawany w Rosji pod nazwą Avifavir, został oficjalnie uznany przez Ministerstwo Zdrowia Federacji Rosyjskiej jako środek leczniczy przeciw chorobie COVID-19. Od 15 marca 2020, lek został zaaprobowany w Chinach w leczeniu COVID-19. 20 lipca 2020, lek został zaakceptowany w Indiach jako metoda lecznicza pacjentów zapadających na COVID-19, lek jest sprzedawany pod nazwą Fabiflu, produkowany jest przez firmę Glenmark.

## Mechanizm działania
Przypuszcza się, że mechanizm działania fawipirawiru jest związany z selektywnym hamowaniem wirusowej polimerazy RNA zależnej od RNA.